# Chamaepsila persimilis
Chamaepsila persimilis är en tvåvingeart som först beskrevs av Wakerley 1959.  Chamaepsila persimilis ingår i släktet Chamaepsila, och familjen rotflugor. Arten är reproducerande i Sverige.